# 에리크 막심 슈포모팅
장에리크 막심 슈포모팅(독일어: Jean-Eric Maxim Choupo-Moting, 1989년 3월 23일 ~ )은 뉴욕 레드불스의 포워드로 활약하고 있는 축구 선수이다. 독일에서 태어난 카메룬인으로 카메룬 축구 국가대표팀에 소속되어 있다.
슈포모팅은 2007년 8월 함부르거 SV의 선수로 분데스리가에 데뷔하였다. 그는 2009-10년 시즌에 1. FC 뉘른베르크로 임대되었고 2011년 8월 1. FSV 마인츠 05에 합류하여 세 시즌을 보낸 뒤 2014년 8월 FC 샬케 04로 이적하였다. 그는 겔젠키르헨 클럽의 정규 선수가 되어 2017년 8월 프리미어 리그의 스토크 시티 FC에 합류하기 전에 80회 이상 출전하였다. 스토크 소속으로 EFL 챔피언십에서 몇 분 동안 출전에 그친 그는 2018년 8월 프랑스의 리그 1 클럽인 파리 생제르맹 FC과 2년간의 계약을 맺었다. 파리 생제르맹과 계약이 만료된 후 슈포모팅은 분데스리가로 복귀하여 2020년 10월 바이에른 뮌헨에 자유이적으로 합류했다.

## 어린 시절
슈포모팅은 함부르크에서 독일인 어머니와 카메룬인 아버지 사이에서 태어나 어릴 때부터 축구를 시작했다. 토이토니아 05, 알토나 93, FC 장크트파울리 등의 청소년 팀에서 선수 생활을 한 뒤 2004년 함부르거 SV에 합류하였다. 그는 레기오날리가 노르트의 함부르거 SV II에서 세미프로로 활동한 뒤 2007년 8월 1군에 합류하였다.

## 구단 경력

### 함부르거 SV

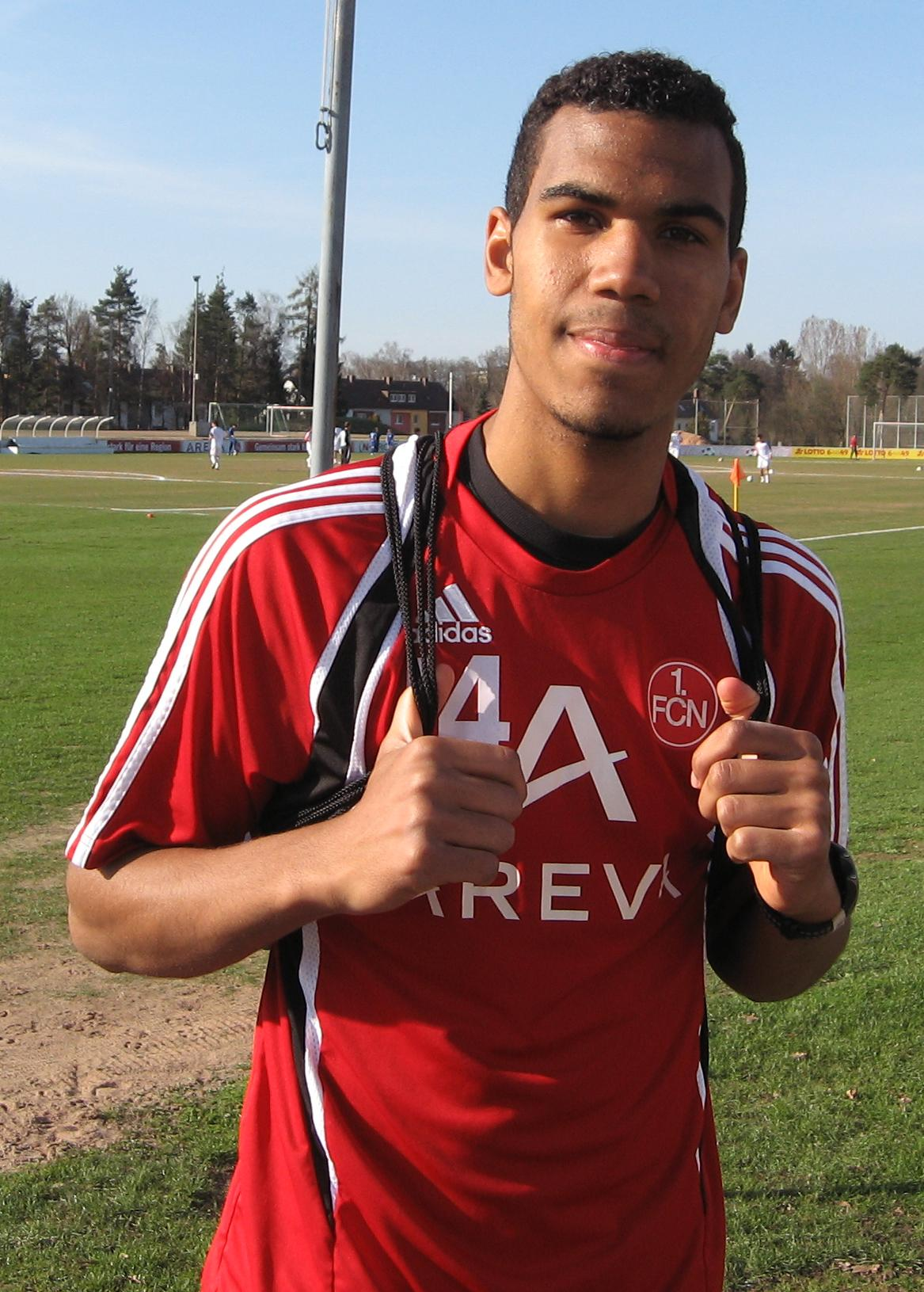
2010년 1. FC 뉘른베르크 시절의 슈포모팅.

슈포모팅가 함부르거 SV의 선수로 분데스리가에 첫 출전한 것은 2007년 8월 11일에 열린 하노버 96을 상대로 한 경기였다. 이 경기에서 슈포모팅은 경기 시작 후 69분 시점에 교체 선수로 투입되었다. 슈포모팅은 당시 함부르거 SV의 감독이었던 마르틴 욜의 팀에서 자리잡기 위해 고군분투하다가 2009-10년 시즌에 1. FC 뉘른베르크에 임대되었다. 1. FC 뉘른베르크에서 27경기에 출전하는 동안 6 골을 기록하여 뉘른베르크가 분데스리가 내의 지위를 유지하는데 일조하였다. 임대 기간이 끝난 뒤 함부르거 SV로 복귀한 슈포모팅은 2010-11년 시즌에 1월까지 단 2골을 넣는 부진을 겪으며 이번에는 1. FC 쾰른으로 임대될 처지에 놓였다..그러나 독일 축구 협회로 이적 서류가 늦게 전송되어 이적은 무산되고 말았다. 이 일로 그는 시즌 후반부를 예비 선수로 보내야 하였다.

### 마인츠 05
2011년 5월 18일, 슈포모팅은 자유이적으로 1. FSV 마인츠 05와 3년의 계약을 하였다. 슈포모팅은 이적후 2011-12년 시즌에서 10골을 기록하였다. 그러나 무릎 부상으로 다음 시즌인 2012-13년 대부분을 결장하면서 별다른 기여를 하지 못하였다. 그는 2013-14 시즌에 컨디션을 되찾으며 32경기에 출전하여 10 골을 기록하면서 마인츠가 리그 7위 자리를 확보하고 UEFA 유로파리그 진출 자격을 확보하는 기여하였지만, 시즌이 끝날 무렵 마인츠와 재계약을 않기로 결정하였다.

### 샬케 04

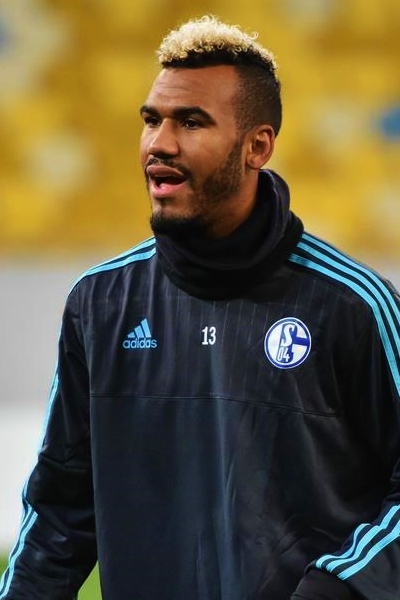
샬케 04 시기의 슈포모팅, 2016년.

마인츠와의 계약이 만료된 슈포모팅은 이적을 결심하여 2014년 7월 5일 FC 샬케 04와 3년 계약을 맺었다. 샬케의 단장 호르스트 헬트는 이 계약이 자유이적에 따른 것이라 발표하였다. 슈포모팅은 등번호 13을 배정받았다.
2014년 12월 6일, 슈포모팅은 VfB 슈투트가르트를 상대로 홈에서 해트트릭을 기록하였다. 이날 샬케는 4-0으로 승리하였다.

### 스토크시티
2017년 8월 7일, 슈포모팅은 3년 계약으로 프리미어 리그의 스토크 시티에 입단했다. 그의 프리미어 리그 대뷔는 2017년 8월 12일 에버턴 FC과의 경기이었다. 슈포모팅은 2017년 9월 9일 맨체스터 유나이티드 FC와 경기에서 2골을 기록하였다. 이날 경기는 2-2 무승부로 끝났고 슈포모팅은 BBC 스포츠의 최우수 선수로 선정되었다. 다시 에버턴을 상대로 벌인 경기에서 슈포모팅은 교체 투입되었다가 부상을 입었고 팀은 2-1로 패했다. 그는 2017–18년 시즌 동안 32번 출전하였지만 5골을 기록하는 데 그쳤고 팀은 EFL 챔피언십으로 강등되었다.

### 파리 생제르맹

#### 2018–19년 시즌
2018년 8월 31일 슈포모팅은 프랑스 리그 1의 파리 생제르맹 FC로 자유이적하였다. 그는 2018년 9월 18일 챔피언스리그의 원정 경기로 치러진 리버풀과의 경기에서 리그 1 대뷰를 하였다. 이날 게임은 3-2로 패하였다. 슈포모팅의 리그 1 첫 골은 대뷰 5일 후에 열린 스타드 렌 FC와의 경기에서 터져나왔다. 2019년 4월 7일 RC 스트라스부르와의 경기에서 슈포모팅은 큰 실수를 저질렀다. 팀 동료인 크리스토페르 은쿤쿠의 슛이 골라인을 넘어가려고 할 때 왼발로 볼을 터치하여 공을 굴절시키려 하였지만 잘못 맞은 공이 골 밖으로 흐르면서 오히려 득점 기회를 날리게 된 것이다. BBC는 이를 "축구 역사상 최악의 실수 중 하나"라고 표현했다.

#### 2019–20년 시즌
2019년 8월 25일 툴루즈 FC를 상대로 한 경기에서 슈포모팅은 경기 시작 16분에 부상당한 에딘손 카바니와 교체하여 출장하여 2 골을 넣었다. 이날 경기는 4-0으로 승리하였다.슈포모팅의 이날 경기 첫골은 페널티 지역에서 툴루즈의 수비수 4명을 제치고 넣은 멋진 단독 슈팅이었다. 2019-20년 UEFA 챔피언스리그에서 슈포모팅은 2020년 8월 12일 아탈란타 BC를 상대로 경기 시작 3분 만에 득점하여 팀을 25년 만에 대회 준결승에 진출시켰다. 2020 UEFA 챔피언스리그 결승전은 생제르맹과 바이에른 뮌헨의 결전으로 치러졌고 슈포모팅은 교체 선수로 투입되었지만 1-0으로 생제르맹이 패하였다.

### 바이에른 뮌헨

#### 2020–21년 시즌
2020년 10월 5일 슈포모팅은 바이에른 뮌헨과 1년 계약을 맺었다. 그는 10월 15일 DFB-포칼 2020-21을 상대로한 경기에 첫 출장하였다. 12월 9일 FC 로코모티프 모스크바와의 경기에서 바이에른 뮌헨 소속으로 챔피언스리그 첫 골을 넣었다. 리그 첫 골은 2021년 2월 25일 1. FC 쾰른을 상대로한 경기에서 이루어졌다. 2021년 4월 챔피언스리그 8강 전에서 이전 소속 팀인 파리 생제르맹을 만나 골을 넣으며 승리하였다. 2021년 5월 그는 바이에른에서 첫 분데스리가 승리를 맛보았다.

#### 2021–22년 시즌
2021년 8월 17일 슈포모팅은 보루시아 도르트문트를 상대로 한 DFL-슈퍼컵 2021 결승전에서 경기 시작 88분 시점에 로베르트 레반도프스키를 교체하여 투입되었다. 이날 경기는 3-1로 바이에른 뮌헨이 승리하였다. 2021년 8월 25일 바이에른 뮌헨은 DFB-포칼에서 브레머 SV를 상대로 12-0의 대승을 거두었다. 슈포모팅은 이날 4골을 넣으며 해트트릭을 기록하였다. 이는 2004-005년 시즌에서 클라우디오 피사로가 SC 프라이부르크를 상대로 4 골을 넣은 2005년 3월 이후 16년 만에 있는 바이에른 뮌헨의 DFB-포칼 해트트릭이었다.

#### 2022–23년 시즌
2022년 10월 16일 프라이부르크와의 경기에서 슈포모팅은 이번 시즌 첫 분데스리가 골을 기록하였다. 이 경기는 5-0으로 승리하였다. 이후 2022-23년 UEFA 챔피언스리그 조별 리그에서 C조에 편성된 바이에른 뮌헨이 2년 연속 6경기 연승을 거두는 가운데 슈포모팅은 FC 바르셀로나와 FC 인테르나치오날레 밀라노을 상대로 골을 터뜨렸다. 2023년 3월 3일 슈포모팅은 바이에른 뮌헨과 2024년 6월 30일까지 1년 계약 연장에 서명하였다

## 국가대표팀 경력

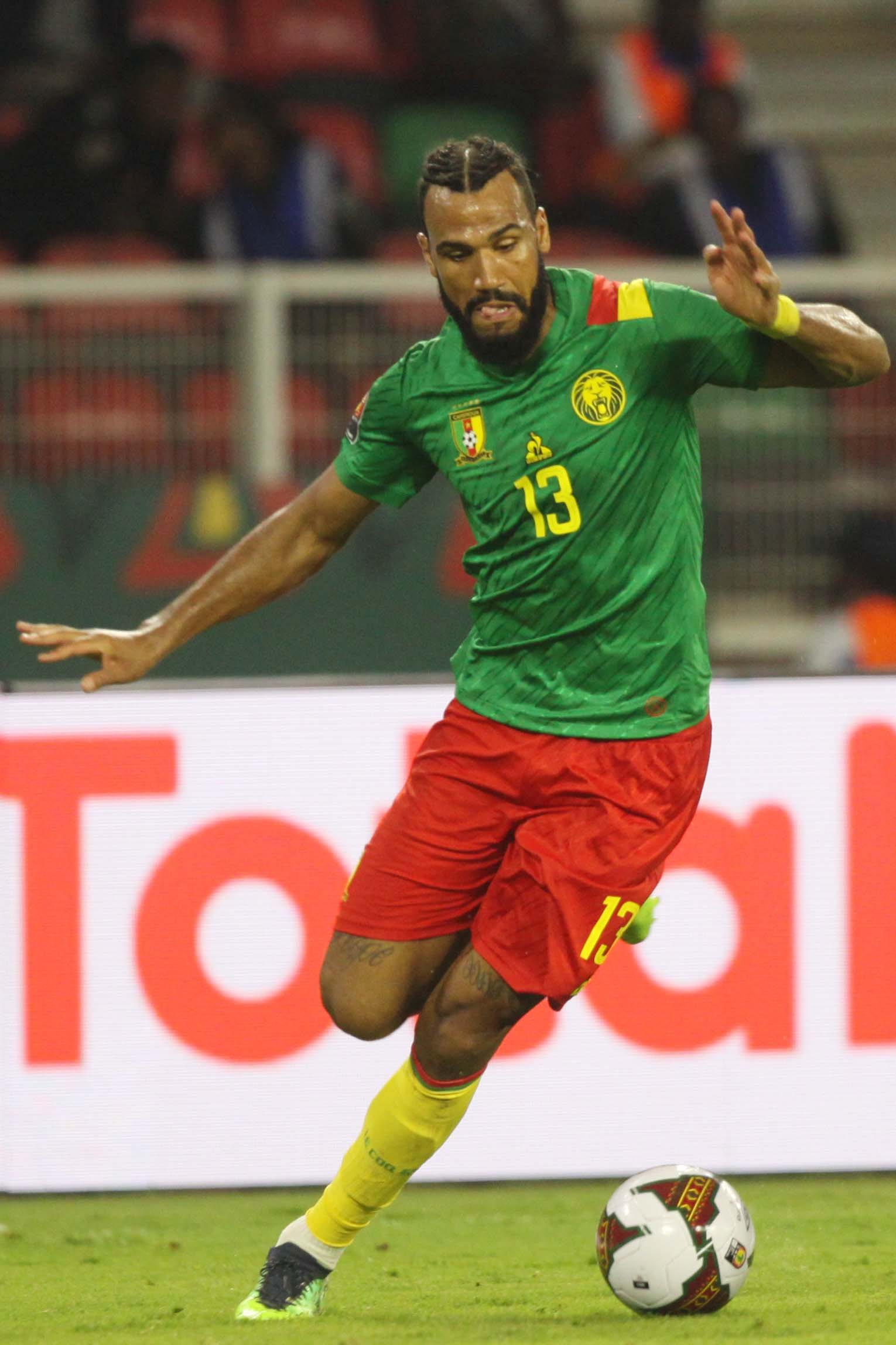
2022년 카메룬 국가대표로 활약하는 슈포모팅

### 독일
슈포모팅은 독일 여권을 소지하고 있으며 2008년 UEFA U-19 축구 선수권 대회와 2011년 UEFA U-21 축구 선수권 대회에서 독일 대표로 참가하였다.

### 카메룬

#### 2010년 월드컵
2010년 5월 11일 슈포모팅은 카메룬 축구 국가대표팀에 처음 소집되었고, 남아프리카 공화국에서 열린 2010년 FIFA 월드컵에서 카메룬 국가 대표로 활약하였다.

#### 카메룬 대표 자격 조사
튀니지 축구 국가대표팀을 관장하는 튀니지 축구연맹은 슈포모팅의 카메룬 국가대표 자격 여부를 FIFA에 질의하였다. FIFA는 슈포모팅의 카메룬 국가대표 자격이 정당하다고 회신하였다. FIFA 대변인은 BBC 스포츠와의 인터뷰에서 슈포모팅이 독일 대표로 활동한 전력이 있고 독일에서 태어나 자라났지만 카메룬 국가대표로 등록하기 전에 FIFA의 승인을 받았다고 밝혔다. 그러나 튀니지 축구 연맹은 2014년 FIFA 월드컵 아프리카 지역 최종 예선에 슈포모팅이 카메룬 대표로 출전하자 2010년 월드컵의 사례가 있음에도 또 다시 불만을 제기했다.

#### 2014년 및 2022년 월드컵
2014년 6월 슈포모팅은 2014년 FIFA 월드컵의 카메룬 대표로 소집되었다. 그러나 2017년 아프리카 네이션스컵은 참여하지 않았다.
2022년 3월 29일 슈포모팅은 2022년 FIFA 월드컵 아프리카 지역 3차 예선 3라운드에서 알제리 축구 국가대표팀을 상대로 한 원정 경기에서 1-0으로 뒤쳐지던 상황에서 동점골을 터뜨렸다. 이 경기는 연장전 끝에 카메룬이 승리하였고 카메룬은 2022 FIFA 월드컵 본선에 진출하였다.
2022년 11월 9일 카타르에서 열리는 2022년 FIFA 월드컵의 출전 명단 26인에 이름을 올렸다. 11월 28일 세르비아 축구 국가대표팀을 상대로 한 경기에서 월드컵 첫골을 넣었다. 이 날 경기는 3-3으로 비겼다.

## 경기 스타일
슈포모팅은 종종 스트라이커나 왼쪽 윙으로 배치된다. 침착하게 마무리하고 강력한 드리블 능력으로 측면 돌파에 능하며 미들필드 싸움도 잘한다. 슈포모팅은 긴 보폭과 강한 드리블로 공 점유율을 높인다고 평가된다.